# Pla A (pel·lícula)
Pla A (originalment en anglès, Plan A) és un pel·lícula germano-israeliana de 2021, dirigida pels germans Doron i Yoav Paz. L'obra de thriller narra les maquinacions de l'organització de venjança jueva Nakam. S'ha doblat i subtitulat al català.

## Argument
En el període posterior a la Segona Guerra Mundial, un grup de jueus alemanys i polonesos supervivents de l'Holocaust s'organitzen per a manipular l'abastament d'aigua de diverses ciutats grans de l'Alemanya ocupada pels aliats per tal de contaminar l'aigua potable amb verí en venjança de l'Holocaust i altres crims comesos durant la guerra.

## Repartiment
- Sylvia Hoeks com a Ana
- August Diehl com a Max[5]
- Michael Aloni com a Michael
- Nikolai Kinski com a TSVI
- Milton Welsh com a Belkin
- Oz Zehavi com a Menash
- Eckhard Preuß com a Clemens

## Producció
Entre el 25 d'octubre i el 15 de novembre de 2019 es va rodar a les serralades de Fichtelgebirge i Steinwald. La pel·lícula també es va rodar a la ciutat de Lviv (Ucraïna) i a Israel. Es van pressupostar uns 4,4 milions d'euros pels costos totals de producció. L'obra va ser finançada amb 750.000 euros per la companyia cinematogràfica FilmFernsehFonds Bayern (FFF Bayern). El finançament de distribució va ascendir a 95.000 euros i va anar a càrrec de la mateixa FFF Bayern i de l'institut públic de finançament del cinema alemany Filmförderungsanstalt (FFA).
Dina Porat va acompanyar la producció cinematogràfica com a consultora. El seu llibre Vengeance and Retribution are Mine sobre el Nakam va servir de plantilla per a la pel·lícula. El juliol de 2021 es va publicar un tràiler de l'obra i el 3 de setembre de 2021 es va estrenar internacionalment en cinemes i en digital. Global Screen i Verve van vendre els drets a Menemsha Films per a la seva distribució als Estats Units d'Amèrica i al Canadà i a Signature Entertainment per als drets d'emissió al Regne Unit, Irlanda, Austràlia i Nova Zelanda. A l'Estat espanyol la distribució de l'obra va anar a càrrec de Twelve Oaks Pictures.

## Crítica
El crític de cinema del diari The Guardian Cath Clarke va puntuar-la amb dues de cinc estrelles i va manifestar que era «una pel·lícula d'aspecte atractiu, amb una actuació decent, però poc convincent i fonamentalment lleugera, el material del qual es va empaquetar una mica massa bé en una pel·lícula convencional, fàcil d'entendre, en la qual els personatges es mouen a poc a poc a través de les habitacions».